# 4500 Pascal
4500 Pascal è un asteroide della fascia principale del diametro medio di circa 18,56 km. Scoperto nel 1989, presenta un'orbita caratterizzata da un semiasse maggiore pari a 3,1662612 UA e da un'eccentricità di 0,1704768, inclinata di 2,91577° rispetto all'eclittica.